# Água Doce do Maranhão
Água Doce do Maranhão es un municipio brasilero del estado del Maranhão. Su población estimada en 2009 es de 12.460.